# Lợn Basque
Lợn Basque (Basque: Euskal Txerri, tiếng Pháp: Pie Noir du Pays Basque) là một giống lợn nhà, có nguồn gốc từ xứ Basque. Như đã được đề cập bởi cái tên của nó trong tiếng Pháp, giống này là giống lợn khoang hai màu, gồm màu đen và màu hồng.
Giống lợn mà ngày nay được gọi là lợn Basque là một trong nhiều loại giống lịch sử hoặc các loại giống được lưu giữ bởi người Basque và nó được củng cố dưới cái tên mới này chỉ trong những năm 1920. Mặc dù chúng tương đối phổ biến vào đầu thế kỷ 20, nhưng những con lợn Basque gần như đã biến mất vào năm 1981, với số lượng chỉ còn ít hơn 100 lợn nái chăn nuôi còn sót lại.
Ngày nay, giống lợn này được bảo tồn bởi các nông dân nhỏ ở Pháp và Tây Ban Nha, những người chuyên về các loại thực phẩm thịt lợn Basque truyền thống. Lợn Basque phát triển chậm hơn và phát triển nhiều mỡ hơn các giống hiện đại như lợn trắng lớn, khiến chúng ít thích hợp hơn cho sản xuất thịt thương mại chuyên sâu, nhưng lại lý tưởng cho việc tạo ra các sản phẩm thịt lợn đã được bảo quản như món giăm bông Bayonne. Lợn nái Basque có lứa đẻ nhỏ, mỗi lứa chỉ khoảng chín con, nhưng lại có bản năng làm mẹ mạnh mẽ và đóng vai trò làm những bà mẹ tốt.